# 林昌勇
林 昌勇（イム・チャンヨン、韓: 임창용、1976年6月4日 - ）は、大韓民国の全羅南道光州広域市出身の元プロ野球選手（投手）。右投右打。

## 経歴

### アマチュア時代
光州眞興（ジンフン）高校の時は4番打者で、 光州地域の高校予選では、後でメジャーリーガーとして活躍した徐在応と金炳賢から本塁打を打ったことがある。

### ヘテ時代
1995年、ヘテ・タイガースに入団。ヘテでは中日に移籍した宣銅烈の後を継いで抑えとして起用され、1996年、1997年の連覇に貢献。
1998年には最優秀救援投手のタイトルを獲得するなど、早くから投手陣の主軸になった。

### 第一次サムスン時代
1998年オフに梁埈赫（ヤン・ジュンヒョク）、黄斗聖、郭採鎭との3対1の交換トレードでサムスン・ライオンズに移籍。
1999年には71試合130イニング以上を投げ、最優秀防御率のタイトルを獲得している。どういう場面でもいざとなればマウンドに呼び出されると言われるほど登板過多気味だった。このため、親会社の三星電子製の携帯電話のブランド名でもある「エニ・コール」という別名がついた。
2000年のシドニーオリンピック野球韓国代表として出場して銅メダルを獲得し、兵役で現役服務を免除された。
2001年から先発に転向。
2002年シーズンには17勝を挙げて韓国シリーズ優勝にも貢献している。このシーズンオフにはメジャー移籍を目論み、ポスティングシステムでの入札を受けたが提示された入札額が50万ドルと低額であったことに球団側が難色を示し破談となった。同年オフ、今度はFA権を行使して日本球界に絞った海外移籍を目指したがこれも失敗し、最後には三星と再契約をした。かねてから海外移籍願望が強い選手だった。
2004年には東北楽天ゴールデンイーグルスや福岡ソフトバンクホークスに2002年のビデオを送るなどしたものの契約には至らなかった。メジャーとも交渉を行ったものの、これも思ったように進まず、結局三星と2年契約を結び残留。この際に母親が三星側との契約拒否とメジャーとの契約を一方的に表明するなどして大きな話題になってしまった。2004年からはチーム事情で再び抑えに戻されることになった。
2005年から登板過多による疲れの累積で肘を故障、成績が下降線をたどる。この時期は、じん帯故障の他にも球界でも屈指の5億ウォン（約5000万円）という高年俸や海外移籍を巡る球団との対立などで、野球に集中できず不本意な成績が続いた。その間、チームは宣銅烈監督の下で呉昇桓（オ・スンファン）が絶対的な守護神として定着、強力な投手陣を軸にする投手力のチームに変貌、かつてのような存在感はすっかり失われていた。10月にはトミー・ジョン手術を受けた。
2006年シーズンの登板数はわずか1試合のみであった。

### ヤクルト時代
2007年シーズン終了後、三星から事実上の戦力外となったことを機に、再び日本球界を目指す。
2008年に東京ヤクルトスワローズと2年契約（3年目以降は球団オプション、推定年俸30万ドル + 出来高、2年目推定50万ドル + 出来高）を結び入団が決まった。背番号は12。
春季キャンプで監督の高田繁は韓国球界での林の実績を認め、スロー調整を認めた。これが功を奏し、オープン戦で150キロの投球を見せ、肘への不安を解消した。シーズン当初はセットアッパーの役割を期待されたが、抑えを務める予定だった五十嵐亮太が故障で離脱したため、抑えを務める。五十嵐が復帰し中継ぎの押本健彦と松岡健一も安定した投球内容を続け、この年の試合の終盤は五十嵐→松岡→押本→林昌勇というリレーがスワローズの勝利の方程式として確立された。9月4日の対中日ドラゴンズ戦でシーズン30セーブを記録。日本デビュー初年度に30セーブ以上を挙げたのは、1990年の与田剛、2000年のエディ・ギャラード以来、歴代3人目。しかし、この頃から疲労が蓄積して調子を崩し、9月17日には登録抹消となり、10月まで復帰できなかった。10月8日の対横浜ベイスターズ戦で、日韓通算200セーブを達成する。北京オリンピックの出場に前向きだったが、薬物違反が発覚したダニエル・リオスの緊急解雇から、チームの戦力低下を防ぐためにヤクルトは7月に韓国野球委員会に対して林への五輪出場要請を拒否することを伝えた。
2009年、日本球界での活躍が認められ、第2回ワールド・ベースボール・クラシックに出場し、クローザーを任される。決勝ではイチローに決勝点となる2点適時打を打たれ敗戦投手となった。準決勝戦までの登板4試合では無失点の好投を見せ、日本戦では2セーブを記録、韓国の決勝進出に貢献した。
シーズン中は前年と同様、前半戦では当時の球団記録となる20試合連続無失点や、5月15日に神宮球場での阪神タイガース戦の9回、新井貴浩の打席で投じた５球目の直球が自己最速となる、160km/hを計測するなどして好調を持続。韓国メディアからは「佐々木を超える」、「0点台の防御率も可能」などと称賛された。しかし、8月に入ると前年と同様に疲労の蓄積で崩れ始め、9月3日には登録抹消。同月15日には再登録されたものの、オールスター後の防御率は6点台となった。一方でクライマックスシリーズ進出がかかる10月9日の対阪神戦では先発石川雅規の後を受け8回一死三塁から登板。苦手とする回またぎの登板となったが1回2/3を無失点に抑えチームのCS進出を決めた。クライマックスシリーズでは中日との第1ステージ第1戦に登板し、1点リードの8回一死一・二塁の逆転のピンチを切り抜けクローザーの役割を果たした。
2010年の前半戦はチームが貧打で低迷する状況で登板機会がほとんど無く、登板しても調整登板や同点の場面が多くセーブの付かないことが多く、怪我での離脱もあったが、交流戦の終盤辺りから出番が急増し、シーズン終盤でも失速せずにチームのリリーフエースとしてチームを支え、セーブ数、防御率、WHIPはいずれも来日以降最高値を記録した。
2008年からの契約がこの年をもって満了となる。その後は本人のメジャー志向や金銭面での折り合いで交渉が難航し、一部スポーツ紙からは退団確実という情報も出ていたが、一転して11月28日にヤクルトと2年契約（選手と球団双方が合意したときのみ3年目まで契約延長ができる相互オプション付き）を結び、ヤクルト残留が決まった。なお、年俸は2年総額で7億5000万円プラス出来高、3年目まで契約延長した場合は総額14億2000万円（金額は推定）。
2011年5月4日の中日戦で、日本での通算100セーブを達成、通算173試合目の登板での記録達成だった。10月29日のクライマックスシリーズでポストシーズン史上初の1球セーブを達成した。
2012年は、出遅れ5月30日の一軍昇格後は、本来の抑えではなく中継ぎ登板を続けていたが、右肘痛で6月23日に登録抹消、26日に群馬県館林市内の病院で検査を受け、「右肘内側側副じん帯の損傷」と診断された。7月に右肘靱帯の再建手術を受け全治1年と診断された。復帰のめどが立たないことに加え、高年俸もネックとなり、球団は翌年のオプションを行使しないと決定。11月30日、保留選手名簿から外れ、自由契約公示された。

### カブス時代
2012年12月15日、シカゴ・カブスとマイナー契約を結んだ。
2013年9月4日にメジャーへ昇格。9月7日に行われたミルウォーキー・ブルワーズ戦の7回表、3-4のビハインド一死走者なしの場面でMLBデビュー登板を果たし、打者3人に対し1安打1四球無失点であった。このとき安打を放ったのは2人目の打者、ヤクルト時代の同僚の青木宣親であった。この年はこれ以降5試合にリリーフとして登板した。オフの12月2日にDFAとなった。
2014年2月2日、カブスとマイナー契約で再契約したが、開幕前の3月24日に解雇された。

### 第二次サムスン時代
2014年3月26日、サムスン・ライオンズへ復帰することが発表された。5月4日のNCダイノス戦にて日韓通算300セーブを達成した。同年は31セーブを記録。
2015年は33セーブで、韓国では11年ぶり4度目の最多セーブのタイトルを獲得。10月7日には、第1回WBSCプレミア12の韓国代表選手28名に選出されたことが発表された。だが10月25日、「個人的な問題」でプレミア12韓国代表から外れ、同年の韓国シリーズにも出場しなかった。そして11月に後述の事件により退団が発表された。

### 起亜時代
2016年3月28日に、ヘテの後継球団である起亜タイガースと契約した。年俸3億ウォンはすべて野球発展のために寄付する。三星退団後に受けた処罰により、2016年は起亜が一軍のレギュラーシーズン144試合のうち半分に相当する72試合を消化しないと出場登録できなかった（二軍のフューチャースリーグも同様に適応された）。同年7月1日、出場停止処分が解け起亜移籍後一軍初登板を果たした。この年は34試合に登板、防御率4.37・WHIP1.57ながら15セーブを挙げた。
2017年3月には韓国代表として第4回ワールド・ベースボール・クラシック（WBC）へ出場した。WBCへの出場は2大会ぶりで、1次ラウンドのイスラエル戦で延長10回表に登板したが、決勝点を献上した末に敗戦投手になった。大会後に臨んだKBOレギュラーシーズンでは、一軍公式戦51試合に登板。8勝6敗7セーブ、防御率3.78を記録した。
2018年には、前半戦に救援陣の一角を担っていた。しかし、チームの先発ローテーション再編成によって、7月20日の対KTウィズ戦から先発に転向。公式戦における林の先発登板は、三星時代の2007年9月30日の対現代戦以来11年（3946日ぶり）だった。転向後8試合目に当たる9月18日の対サムスン戦でKBO/NPB/MLB通算1000試合登板を達成したが、シーズン終了後に戦力外通告を受けた。
その後も他球団での現役続行を希望していたが獲得する球団はなく、2019年3月11日に現役引退を表明した。なお、彼の引退によりヘテ・タイガースに所属した選手全員がグランドを去った。

### 引退後
引退後は野球解説者に転身した他、IT企業が立ち上げたオンライン動画サービスでブロードキャストジョッキーを務めるなどしていた。
しかし、2022年に「KBO LEAGUE 40 LEGENDS」に選ばれたものの、唯一授賞式すら行われず、表舞台から姿を消している状態にあり、2023年には韓国の記者も何をしているか分からないと週刊文春が報じた。

## 問題のあったプレー・不祥事
2009年のオールスターマッチにおいて、彼が寝坊したことにより同僚を乗せた飛行機が延着する事件があった。
第2回ワールド・ベースボール・クラシック決勝においてイチローに決勝打を打たれたことについて、韓国では本人がコーチの敬遠のサインを意図的に無視し、独断で勝負に挑んだと報道され非難の的になった。真相は韓国投手コーチがイチローと勝負したいがために、監督の敬遠のサインを揉み消し、本人には敬遠の指示は伝わっていなかったことが主原因ではあるが、韓国世論や韓国メディアが連日流していた猛烈なイチローバッシングの影響を考え勝負を避ける選択は出来なかったと述懐している。日本のテレビ番組から、投手コーチの謝罪のVTRを見せられても「どういう形であれイチローを抑えられなかった自分が悪い」として、コーチを非難しなかった。
2015年11月、マカオにおける不法賭博などの容疑で韓国の検察に召喚され、容疑を認めたため、12月30日、ソウル中央地検から略式起訴され、罰金700万ウォンが課された。そして2016年1月8日、韓国野球委員会(KBO)の賞罰委員会により、今後韓国プロ野球(KBOリーグ)に復帰する場合、一軍・二軍ともに公式戦の半分に相当する試合数の出場停止処分を受ける決定が下された。
2016年8月21日の斗山ベアーズ戦では9回表から登板。しかし、二塁走者の呉載元に対して牽制球を投じようとしたところ、二塁手の徐東旭と遊撃手の崔竝礝がどちらもベースについていなかったため（ベースから遠く離れた）崔竝礝に直接送球。さらにこれが大きくそれて走者に当たりそうになったため、威圧行為として退場になった。
2017年には、春季キャンプで滞在していた沖縄県那覇市で、2月18日にオートバイとの接触事故を起こした。沖縄県警察の取り調べで、ヤクルト時代に取得した日本国内での運転免許が失効していたことによる無免許運転だったことが発覚した。
引退以降は金銭トラブルが頻繁に報じられ、2021年4月27日には知人女性から2500万ウォンを借金しながら1500万ウォンを返済しなかったとして詐欺容疑で書類送検されたと報道された。さらに、2022年7月には再び不法賭博で摘発されたことが報じられた。

## 選手としての特徴
サイドスローとアンダースローを使い分けながら投げる最速160km/hの速球が武器。速球はシュートするのが特色で母国の韓国では「蛇直球」と呼ばれていた。現役最終年であった2018年の時点でも、42歳ながら最速148km/hを計測していた。変化球はスライダー、フォークを持つ。長距離砲の打者にも臆することなく、強打者になればなるほど良い球を投げるような度胸の強さも持ち合わせていた。

## 人物
普段は寡黙で優しい性格だが、マウンドに立つと別人のように威圧感を発揮する。韓国人ながら辛い食べ物があまり得意ではなく、日本に来て刺身を食べた時に自然な味わいに感動したという。

## 詳細情報

### 年度別投手成績
| 年 度     | 球 団     | 登 板 | 先 発 | 完 投 | 完 封 | 無 四 球 | 勝 利 | 敗 戦 | セ 丨 ブ | ホ 丨 ル ド | 勝 率 | 打 者 | 投 球 回 | 被 安 打 | 被 本 塁 打 | 与 四 球 | 敬 遠 | 与 死 球 | 奪 三 振 | 暴 投 | ボ 丨 ク | 失 点 | 自 責 点 | 防 御 率 | W H I P |
| --------- | --------- | ----- | ----- | ----- | ----- | -------- | ----- | ----- | -------- | ----------- | ----- | ----- | -------- | -------- | ----------- | -------- | ----- | -------- | -------- | ----- | -------- | ----- | -------- | -------- | ------- |
| 1995      | ヘテ      | 14    | 2     | 0     | 0     | 0        | 0     | 2     | 0        | 0           | .000  | 126   | 29.1     | 37       | 0           | 5        | 0     | 3        | 16       | 1     | 0        | 19    | 19       | 5.83     | 1.43    |
| 1996      | ヘテ      | 49    | 7     | 0     | 0     | 0        | 7     | 7     | 0        | 0           | .500  | 469   | 114.2    | 91       | 8           | 38       | 1     | 6        | 78       | 4     | 0        | 48    | 41       | 3.22     | 1.12    |
| 1997      | ヘテ      | 64    | 0     | 0     | 0     | 0        | 14    | 8     | 26       | 0           | .636  | 526   | 135.0    | 93       | 6           | 36       | 7     | 6        | 120      | 1     | 0        | 44    | 35       | 2.33     | 0.96    |
| 1998      | ヘテ      | 59    | 0     | 0     | 0     | 0        | 8     | 7     | 34       | 0           | .533  | 524   | 133.2    | 90       | 4           | 30       | 8     | 12       | 141      | 2     | 0        | 35    | 28       | 1.89     | 0.90    |
| 1999      | サムスン  | 71    | 0     | 0     | 0     | 0        | 13    | 4     | 38       | 0           | .765  | 535   | 138.2    | 91       | 10          | 29       | 3     | 7        | 141      | 3     | 0        | 33    | 33       | 2.14     | 0.87    |
| 2000      | サムスン  | 52    | 0     | 0     | 0     | 0        | 5     | 4     | 30       | 0           | .556  | 345   | 88.2     | 58       | 2           | 22       | 2     | 9        | 95       | 3     | 1        | 19    | 15       | 1.52     | 0.90    |
| 2001      | サムスン  | 30    | 29    | 1     | 1     | 0        | 14    | 6     | 1        | 0           | .700  | 791   | 184.2    | 169      | 25          | 62       | 7     | 17       | 136      | 2     | 1        | 88    | 80       | 3.90     | 1.25    |
| 2002      | サムスン  | 36    | 29    | 0     | 0     | 0        | 17    | 6     | 2        | 0           | .739  | 841   | 204.1    | 188      | 24          | 34       | 4     | 24       | 160      | 2     | 0        | 82    | 70       | 3.08     | 1.09    |
| 2003      | サムスン  | 28    | 26    | 1     | 1     | 0        | 13    | 3     | 1        | 0           | .812  | 618   | 147.0    | 141      | 15          | 44       | 1     | 15       | 85       | 1     | 0        | 63    | 58       | 3.55     | 1.26    |
| 2004      | サムスン  | 61    | 0     | 0     | 0     | 0        | 2     | 4     | 36       | 0           | .333  | 271   | 67.0     | 51       | 4           | 22       | 1     | 4        | 67       | 0     | 0        | 19    | 15       | 2.01     | 1.09    |
| 2005      | サムスン  | 29    | 14    | 0     | 0     | 0        | 5     | 8     | 0        | 3           | .385  | 427   | 91.1     | 110      | 11          | 36       | 1     | 15       | 70       | 3     | 1        | 67    | 66       | 6.50     | 1.60    |
| 2006      | サムスン  | 1     | 0     | 0     | 0     | 0        | 1     | 0     | 0        | 0           | 1.000 | 9     | 2.0      | 3        | 0           | 1        | 0     | 0        | 0        | 0     | 0        | 1     | 1        | 4.50     | 2.00    |
| 2007      | サムスン  | 40    | 21    | 0     | 0     | 0        | 5     | 7     | 0        | 3           | .417  | 536   | 119.1    | 138      | 9           | 44       | 1     | 10       | 62       | 0     | 0        | 68    | 65       | 4.90     | 1.53    |
| 2008      | ヤクルト  | 54    | 0     | 0     | 0     | 0        | 1     | 5     | 33       | 3           | .167  | 214   | 51.0     | 55       | 6           | 9        | 3     | 2        | 50       | 1     | 0        | 18    | 17       | 3.00     | 1.25    |
| 2009      | ヤクルト  | 57    | 0     | 0     | 0     | 0        | 5     | 4     | 28       | 5           | .556  | 229   | 57.0     | 40       | 4           | 19       | 4     | 2        | 52       | 2     | 0        | 15    | 13       | 2.05     | 1.04    |
| 2010      | ヤクルト  | 53    | 0     | 0     | 0     | 0        | 1     | 2     | 35       | 6           | .333  | 214   | 55.2     | 32       | 3           | 16       | 1     | 2        | 53       | 1     | 0        | 9     | 9        | 1.46     | 0.86    |
| 2011      | ヤクルト  | 65    | 0     | 0     | 0     | 0        | 4     | 2     | 32       | 4           | .667  | 247   | 62.1     | 40       | 2           | 22       | 3     | 3        | 69       | 3     | 0        | 15    | 15       | 2.17     | 1.00    |
| 2012      | ヤクルト  | 9     | 0     | 0     | 0     | 0        | 0     | 0     | 0        | 3           | ----  | 28    | 7.0      | 6        | 0           | 2        | 0     | 0        | 7        | 0     | 0        | 0     | 0        | 0.00     | 1.14    |
| 2013      | CHC       | 6     | 0     | 0     | 0     | 0        | 0     | 0     | 0        | 0           | ----  | 27    | 5.0      | 6        | 0           | 7        | 1     | 1        | 5        | 1     | 0        | 3     | 3        | 5.40     | 2.60    |
| 2014      | サムスン  | 49    | 0     | 0     | 0     | 0        | 5     | 4     | 31       | 0           | .556  | 205   | 44.2     | 50       | 4           | 21       | 0     | 4        | 52       | 5     | 0        | 33    | 29       | 5.84     | 1.59    |
| 2015      | サムスン  | 55    | 0     | 0     | 0     | 0        | 5     | 2     | 33       | 0           | .714  | 219   | 54.0     | 45       | 2           | 13       | 2     | 3        | 71       | 1     | 0        | 17    | 17       | 2.83     | 1.07    |
| 2016      | 起亜      | 34    | 0     | 0     | 0     | 0        | 3     | 3     | 15       | 0           | .500  | 159   | 35.0     | 45       | 5           | 10       | 3     | 1        | 38       | 5     | 1        | 18    | 17       | 4.37     | 1.57    |
| 2017      | 起亜      | 51    | 0     | 0     | 0     | 0        | 8     | 6     | 7        | 9           | .571  | 225   | 50.0     | 51       | 3           | 22       | 2     | 5        | 58       | 2     | 0        | 22    | 21       | 3.78     | 1.46    |
| 2018      | 起亜      | 37    | 12    | 0     | 0     | 0        | 5     | 5     | 4        | 4           | .500  | 388   | 86.1     | 92       | 16          | 29       | 1     | 11       | 84       | 5     | 0        | 54    | 52       | 5.42     | 1.40    |
| KBO：18年 | KBO：18年 | 760   | 140   | 2     | 2     | 0        | 130   | 86    | 258      | 19          | .602  | 7214  | 1725.2   | 1543     | 148         | 498      | 42    | 152      | 1474     | 40    | 4        | 730   | 662      | 3.45     | 1.18    |
| NPB：5年  | NPB：5年  | 238   | 0     | 0     | 0     | 0        | 11    | 13    | 128      | 21          | .458  | 932   | 233.0    | 173      | 15          | 68       | 11    | 9        | 231      | 7     | 0        | 57    | 54       | 2.09     | 1.03    |
| MLB：1年  | MLB：1年  | 6     | 0     | 0     | 0     | 0        | 0     | 0     | 0        | 0           | ----  | 27    | 5.0      | 6        | 0           | 7        | 1     | 1        | 5        | 1     | 0        | 3     | 3        | 5.40     | 2.60    |

- 各年度の太字はリーグ最高
- ヘテ（ヘテタイガース）は、2001年に起亜（起亜タイガース）に球団名を変更

### タイトル
KBO
- 最優秀救援投手：2回（1998、2004年）
- 最多セーブ：1回（2015年）
- 最優秀防御率：1回（1999年）

### 記録
NPB
- 初登板：2008年3月28日、対読売ジャイアンツ1回戦（明治神宮野球場）、8回表に3番手で救援登板、1回無失点
- 初奪三振：同上、8回表に李承燁から空振り三振
- 初セーブ：2008年3月29日、対読売ジャイアンツ2回戦（明治神宮野球場）、9回表に6番手で救援登板・完了、1回無失点
- 初勝利：2008年5月23日、対千葉ロッテマリーンズ2回戦（千葉マリンスタジアム）、11回裏に4番手で救援登板、1回無失点
- 初ホールド：2008年7月5日、対広島東洋カープ7回戦（広島市民球場）、11回裏に6番手で救援登板、1回無失点
- 通算100セーブ：2011年5月4日、対中日ドラゴンズ5回戦（明治神宮野球場）、9回表に2番手で救援登板・完了、1回1失点 ※史上23人目
- オールスターゲーム出場：3回（2009年、2010年、2011年）

MLB
- 初登板：2013年9月7日、対ミルウォーキー・ブリュワーズ14回戦（リグレー・フィールド）、7回表に3番手で救援登板、2/3回無失点
- 初奪三振：2013年9月14日、対ミルウォーキー・ブリュワーズ17回戦（ミラー・パーク）、7回裏に4番手で救援登板、ジョナサン・ルクロイから空振り三振

### 背番号
- 57（1995年）
- 37（1996年 - 1998年、2002年 - 2006年、2014年 - 2015年）
- 39（1999年 - 2001年）
- 35（2007年）
- 12（2008年 - 2013年、2016年7月 - 2018年）
- 037（2016年3月 - 同6月）

### 代表歴
- 2000年シドニーオリンピックの野球競技・韓国代表
- 2009 ワールド・ベースボール・クラシック韓国代表
- 2014年アジア競技大会野球韓国代表
- 2017 ワールド・ベースボール・クラシック韓国代表

## 参考資料
- ベースボールマガジン社『週刊ベースボール』2008年10月6日号 「本当の自信 林昌勇」35-39ページ